# Кондамин, Шарль Мари де ла
Шарль Мари де ла Кондамин (Шарль Лакондамин, фр. Charles-Marie de la Condamine; 28 января 1701, Париж — 4 февраля 1774, там же) — французский астроном, геодезист и путешественник.

## Биография
Родился в Париже в богатой дворянской семье. В связи со своим происхождением поступил на военную службу и участвовал в осаде Розаса, однако скоро посвятил себя исключительно науке и с 1730 был уже членом Французской академии. Обратил на себя внимание предложением использовать пороховые вспышки для определения разностей долгот, которые на то время определялись с большими погрешностями. В 1729 Кондамин и его друг Вольтер воспользовались лазейкой в правительственной лотерее и смогли нажиться на этом жульничестве.

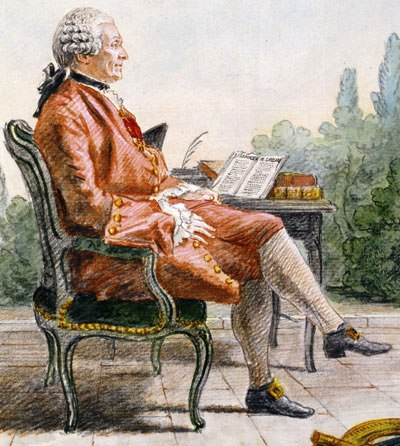
Кармонтель, «Месье де ла Кондамин», 1760

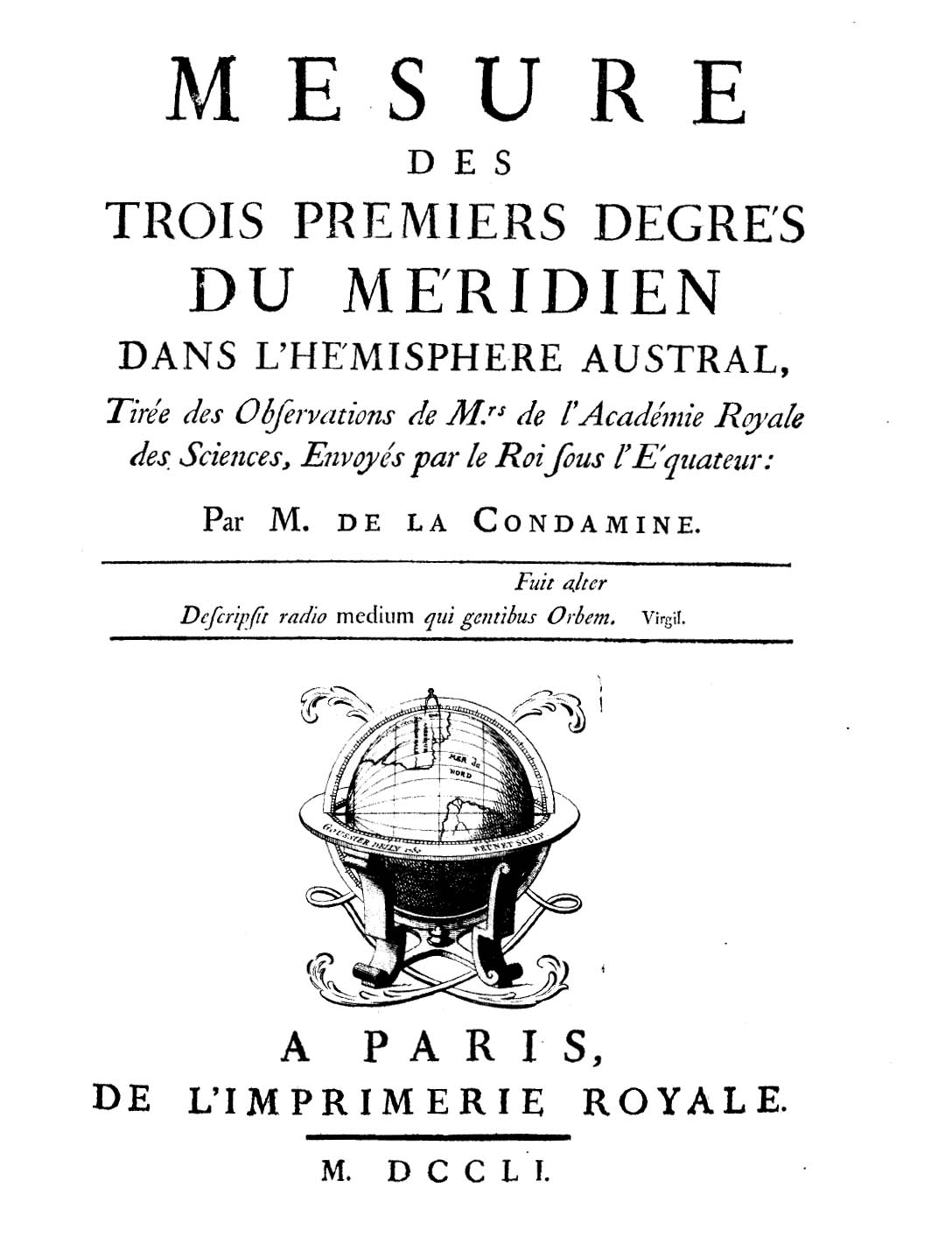
Mesure des trois premiers degrés du méridien dans l’hémisphere austral, 1751

В 1731—1732 с Левантийской компанией посещал Османскую империю.
1736—1746 провёл в Французской геодезической миссии — научной экспедиции в Южную Америку, с Бугер (фр. Pierre Bouguer) и Годеном (фр. Louis Godin), для измерения дуги меридиана под экватором, с целью доказать гипотезу Исаака Ньютона, что Земля не идеальный сферический шар, как было принято считать в то время (их коллеги в это же время проводили аналогичные замеры в Лапландии).
Отбыв из Ла-Рошели в мае 1735, Кондамин, Буге, Луи Годен и ботаник Жозеф де Жюссьё прибыли в эквадорский порт Манта в марте 1736. Впрочем, практически с самого начала эта Перуанская экспедиция пошла неудачно, из за того, что глава экспедиции (Годен) потратил почти все деньги экспедиции на личные нужды, в расчёте занять по прибытии на место, однако это ему так и не удалось, и экспедиция, продлившаяся втрое дольше запланированного, на всём протяжении подвергалась тяжёлым лишениям, и необязательным при других обстоятельствах переходам по джунглям. Вынужденный из-за нехватки средств возвращаться вдоль реки Амазонка, Кондамин провёл первое научное исследование Амазонии (и в итоге составил первую довольно точную её карту), выйдя к Атлантическому океану в сентябре 1743.
Вместе с тем, именно благодаря этим переходам Кондамином были открыты (от местных туземцев) каучук и хинин. В этой экспедиции им впервые был описан процесс изготовления каучуковых изделий. Тогда же им был описан процесс лечения малярии хинином; экспедиция была первой изучившей и описавшей quinquina, дерево из долины Лоха, которому Линней в 1742 году дал название Cinchona. Главная задача — измерение в Андах (район Кито-Куэнка) дуги меридиана длиной более 3° — также была выполнена и вместе с результатами работ Лапландской экспедиции послужила основанием для первого достоверного определения сплюснутости Земли.
Затем совершил ещё несколько научных поездок, например, для наблюдения прохождения Венеры перед диском Солнца. Был избран почётным членом Петербургской, Берлинской, Лондонской и других академий, а в 1760 — Французской академии. Кроме незначительных по объёму мемуаров Лакондамин напечатал: «Manière de déterminer la différence en longitude de deux lieux peu éloignés l’un de l’autre» (П., 1735); «Projet d’une mesure invariable, commune à toutes les nations» (1747); «Mesure des trois premiers degrés du méridien dans l’hémisphère austral» (1751) и «Journal du voyage fait par l’ordre du Roi à l'équateur» (1751). Биография Лакондамина была написана Кондорсе.
В 2006 году BBC был снят фильм из цикла «Ступени цивилизации» — «Географические открытия. Форма Земли» (англ. Voyages of discovery. Figure of the Earth), повествующий об экспедиции французских геодезистов в Южную Америку.

## Память
В 1935 г. Международный астрономический союз присвоил название Ла Кондамин кратеру на видимой стороне Луны.